# Tannhäuser Tor
Das Tannhäuser Tor ist ein fiktiver Ort, der erstmals 1982 im Film Blade Runner erwähnt und danach immer wieder in anderen Zusammenhängen verwendet wird. Im englischen Original lautet der Name Tannhauser Gate, der in der deutschen Fassung des Filmes mit Tannhäuser Tor übersetzt wurde. Auf Grund des großen Einflusses des Kultfilms Blade Runner vor allem auf den Cyberpunk, der herausragenden Stellung des Zitates und der ergreifenden Rezitation im Film hat der Begriff weitere Verbreitung, vor allem unter Science-Fiction-Fans, gefunden.

## Das Tannhäuser Tor inBlade Runner
Erstmals erwähnt wird der Ort im Film Blade Runner. Dort jagt gegen Ende des Filmes der Replikant Roy Batty (gespielt von Rutger Hauer) seinen Gegenspieler Rick Deckard (gespielt von Harrison Ford). Nachdem er diesem auf dem Dach eines Hochhauses im Regen das Leben gerettet hat, berichtet er im Bewusstsein seines nahen Todes (Replikanten werden nur vier Jahre Lebenszeit gewährt) an Deckard gewandt von Erlebnissen während seiner extraterrestrischen Kampfeinsätze:

“I’ve seen things you people wouldn’t believe. Attack ships on fire off (the) shoulder of Orion. I watched C-beams glitter in the dark near the Tannhauser Gate. [Pause] All those … moments will be lost in time … like … tears … in rain. [Pause] Time to die.”

„Ich habe Dinge gesehen, die ihr Menschen niemals glauben würdet. Gigantische Schiffe, die brannten, draußen vor der Schulter des Orion. Und ich habe C-Beams gesehen, glitzernd im Dunkeln, nahe dem Tannhäuser Tor. [Pause] All diese … Momente werden verloren sein … in der Zeit, … so wie … Tränen … im Regen. [Pause] Zeit zu sterben.“

Nach diesen Worten stirbt Batty. In der Channel-4-Dokumentation On the edge of Blade Runner bestätigen Regisseur Ridley Scott, Drehbuchautor David Peoples und Rutger Hauer, dass Letzterer selbst diese Zeilen schrieb, obwohl eine Grundidee bereits in Peoples’ Entwurf stand. In einem späteren Interview gab Hauer an, dass die ersten Sätze im Entwurf standen und er die letzten beiden Sätze ergänzte.
Das Tannhäuser Tor taucht im Film nur im obigen Zitat auf. Lediglich im Comic zum Film von Marvel Comics wird es ohne jede Erklärung nochmals erwähnt („He’d flown gypsy ships with the Russian at Tannhauser Gate …“). Im Roman Träumen Androiden von elektrischen Schafen? von Philip K. Dick, auf dem der Film beruht, ist es überhaupt nicht enthalten. Somit ist nicht bestimmt, worum es sich dabei handelt.

## Ursprung des Namens
Der Name Tannhäuser hat seinen Ursprung in der Sage vom gleichnamigen Minnesänger. Dieser kommt auf dem Weg zu einem Sängerwettstreit am Venusberg vorbei, dem Reich der Liebesgöttin Venus. Der Ritter bleibt, angezogen von ihren lieblichen Reizen, bei ihr und genießt die Freuden. Nach einem Jahr bereut der Ritter seinen Entschluss und will sie verlassen. Sie lässt ihn nur mit dem Versprechen gehen, zurückzukehren, wenn er keine Gnade findet. Daraufhin geht Tannhäuser zum Papst. Der verweigert ihm die Gnade mit den Worten: „So wenig dieser dürre Stab grünet und jemals wieder grünen wird und kann, ebenso wenig kannst du hoffen, dass dir jemals bei Gott und mir Gnade und Verzeihung erteilt werden kann und wird!“ Der Ritter kehrt so zu Venus zurück. Nach drei Tagen fängt der Stab des Papstes an zu grünen. Der Ritter Tannhäuser wurde nie wieder gesehen.
Tannhäuser (eigentlich Tannhäuser und der Sängerkrieg auf Wartburg)  ist auch der Name einer Oper Richard Wagners, welche dieses Thema behandelt. Sie wird seit 1845, auch weltweit, gespielt und trug daher maßgeblich zur Bekanntheit dieses Namens bei.

## Beispielhafte Bezugnahmen
Mehrere Musikschaffende nahmen Bezug auf das Tannhäuser Tor. Unter anderem ist „Tan-Hauser Gate“ der Name einer englischen Rockband sowie einer Rockband aus Kiel in Schleswig-Holstein. „Tannhauser Gate“ ist ein Songtitel der Gruppe The Electric Hellfire Club auf dem Album Electronomicon, ein Titel der Gruppe Fightstar auf dem Album One Day Son, This Will All Be Yours sowie der Titel einer Demo der Gruppe Cubicle. Die Band Tocotronic zitiert das Tannhäuser Tor im Titel Spiralen auf dem Album Tocotronic (2015).
Der Begriff wird mehrfach im Zusammenhang mit Computerspielen verwendet. Tannhauser Gate war der Name einer polnischen Spieleentwicklerfirma, aber auch andere Firmen verwenden diesen Namen. Im Computerspiel Homeworld muss der Spieler die Bentusi vor Feindangriffen am sogenannten Tenhauser Gate schützen. In der Heavy-Gear-Spieleserie breitete sich die Menschheit über Tannhauser-Tore auf neun weitere Planeten aus. In dem Computerspiel Tomb Raider 2 reist die Heldin ins Himalayagebirge, ein Ort dort ist das Tannhauser Gate. Auch im Computerspiel Trüberbrook wird auf das Tannhäuser Tor Bezug genommen.
Auch in anderen Bereichen wird es verwendet: So nahm im Film Star Force Soldier, der im gleichen Filmuniversum wie Blade Runner spielt, die Hauptfigur Todd (dargestellt von Kurt Russell) an einer Schlacht am Tannhäuser Tor teil. Im Perry-Rhodan-Universum ist das Tannhäuser Tor ein Bauwerk auf dem Planeten Lepso. Im Anime Gunbuster des Studios Gainax ist mehrmals von einem Tannhäuser Gate die Rede. Dort ist es die einzige Möglichkeit, schneller als Licht zu fliegen. In Episode 8 der Netflix-Serie Cowboy Bebop erwähnt Spike Spiegel das Tannhäuser Tor in seiner Antwort auf die Frage eines Kollegen, wo er bereits gedient habe. In der von den Marvel Studios produzierten Serie WandaVision steht auf der Anzeigetafel des Kinos in der Kleinstadt der Filmtitel Tannhauser Gate mit dem Zusatz Put The Fun 1N Dysfunction [sic].
In dem Band Fluß aus blauem Feuer aus dem Otherland-Zyklus von Tad Williams rezitiert eine Figur eine abgewandelte Version des obigen Zitates; das Tannhäuser Tor taucht in dieser Fassung allerdings nicht auf.

„Ich habe Dinge gesehen, die ihr Menschen niemals glauben würdet. […] Landungsschiffe, die brannten draußen vor den Küsten des Nonestischen Ozeans. Und ich habe magische Donnerbüchsen gesehen, blitzend und glitzernd im Dunklen nahe Glindas Palast. All diese Momente werden verloren sein in der Zeit, so wie Tränen im Regen. […] Zeit … zu sterben …“